# Calyptra parva
Calyptra parva là một loài bướm đêm thuộc họ Noctuidae. Nó được tìm thấy ở Ấn Độ. Loài này được Bänziger miêu tả năm 1979.